# Izabela Piekarska
Izabela Piekarska (ur. 8 czerwca 1985 w Warszawie) – polska koszykarka grająca na pozycji środkowej. Reprezentantka kraju. Wychowanka SKS 12 Warszawa. W 2015 – jako zawodniczka KSSSE AZS PWSZ Gorzów Wielkopolski – zakończyła karierę sportową. 